# Chrysoprasis ritcheri
Chrysoprasis ritcheri är en skalbaggsart som beskrevs av Pierre Émile Gounelle 1913. Chrysoprasis ritcheri ingår i släktet Chrysoprasis och familjen långhorningar.
Artens utbredningsområde är Paraguay. Inga underarter finns listade i Catalogue of Life.